# 2337 Boubín
2337 Boubín este un asteroid din centura principală, descoperit pe 22 octombrie 1976, de Paul Wild.